# نوسان‌ساز خط تاخیر
نوسان‌ساز خط تأخیری (به انگلیسی: delay-line oscillator) یا نوسانگر خط‌تاخیر شکلی از نوسان ساز الکترونیکی است که از خط تأخیر به عنوان عنصر زمان‌بندی اصلی خود استفاده می‌کند.
مدار با وارون‌سازی خروجی خط تأخیر و بازخورد آن سیگنال به ورودی خط تأخیر با تقویت مناسب تنظیم می‌شود تا نوسان کند. ساده‌ترین سبک نوسان‌ساز خط تأخیری، زمانی که به درستی طراحی شود، با نقطه دقیقاً دو برابر دوره‌تناوب تاخیر خط‌تاخیر نوسان می‌کند. خروجی‌های اضافی که از نظر فرکانس با خروجی اصلی همبسته (به انگلیسی: correlated) هستند، اما در فاز متفاوت هستند، می‌توانند با استفاده از انشعاب‌های اضافی از داخل خط تأخیر استخراج شوند.
خط تأخیر ممکن است با یک خط تأخیر فیزیکی (مانند یک شبکه LC یا یک خط انتقال) تحقق یابد. برخلاف یک نوسان‌ساز جابجایی‌فاز که در آن اجزای LC به صورت فشرده قرار می‌گیرند، ظرفیت‌ها و اندوکتانس‌ها در طول خط تأخیر توزیع می‌شوند. یک نوسان‌ساز حلقوی از خط تأخیری استفاده می‌کند که از تاخیر دروازه یک آبشار از دروازه‌های منطقی تشکیل شده است. زمان‌بندی مدار با استفاده از خط تأخیر فیزیکی معمولاً بسیار دقیق‌تر است. همچنین آسان‌تر است که چنین مداری در مُد دلخواه نوسان کند.
نوسان‌ساز خط‌تاخیر ممکن است اجازه راندن آزاد داشته باشد یا ممکن است برای استفاده در منطق ناهمزمان دروازه‌ای شود.
از آنجایی که کاواک نوری یک خط تأخیری است، لیزر را می‌توان به عنوان یک مورد خاص از نوسانگر خط‌تاخیر در نظر گرفت.